# Surf d'estel
El surf d'estel (també conegut per l'anglès kitesurfing, kiteboarding o flysurfing) és una modalitat de navegació que consisteix en l'ús d'un estel de tracció que està subjecte a l'esportista (kiter) per 4 o 5 (rara vegada dues) línies, dues fixes a la barra, i les dues o tres restants que passen pel centre d’aquesta; les línies i la barra se subjecten al cos mitjançant un arnès, cosa que permet a l'esportista lliscar sobre l'aigua mitjançant una taula dissenyada a tal efecte.
L'equip bàsic de surf d'estel es compon de: 
1. Estel: donar impuls
2. Barra de direcció: per girar i fer equilibri
3. Arnés: major part per subjectar-se
4. Planxa[1]

Opcionalment pot incloure elements de seguretat i confort com: 
- Casc: protecció del cap
- Armilla: (de flotació o contra impactes)
- Neoprè i escarpins: per millora la conducciÓ

## Iniciació

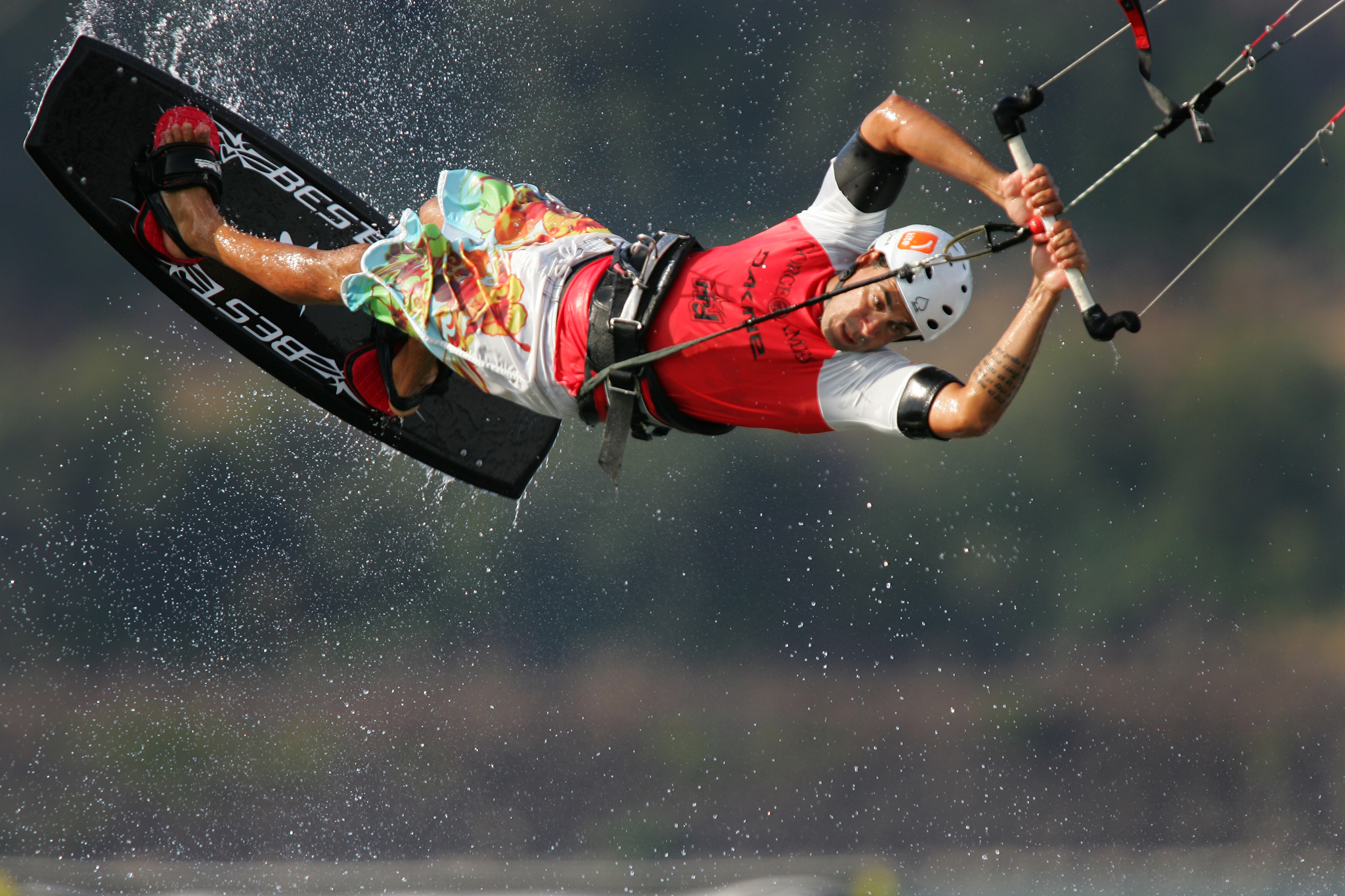
Un jove practicant el surf d'estel

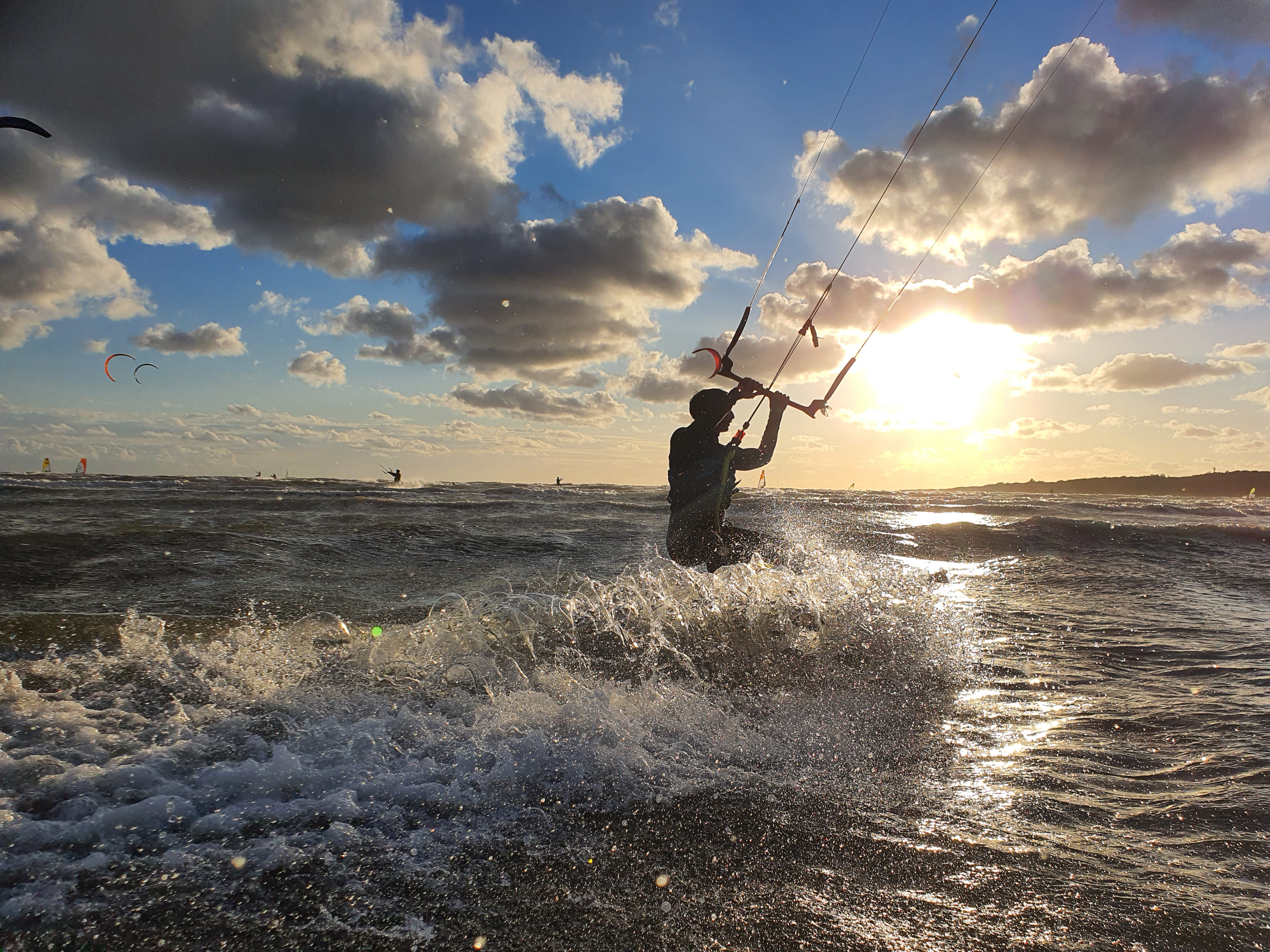
Kitesurfista a Varberg, Suècia

Per poder començar a practicar aquest esport, amb seguretat, els experts recomanen fer un curs d'iniciació per tal de tenir un primer contacte amb el material i conèixer cadascuna de les normes establertes.
Es tracta d'un esport de risc, per tant, calen un seguit de normes bàsiques de seguretat i procediments de rescat que permetran resoldre situacions de trencament de material, caiguda de l'estel, etc. Aquest esport, en mans inexpertes, pot ser perillós, tot i això, ben practicat és un esport molt emocionant que desborda adrenalina.
Habitualment, el primer pas del kitesurfing és fer volar l'estel en una posició neutral, en la qual l'estel està directament sobre el cap, de manera que només estira el pes del cos del tripulant. Aquesta posició s’anomena zenit o cenit.
En el curs d'iniciació, normalment hi ha una part teòrica i una de pràctica. Es comença a la sorra amb un estel d'iniciació, on es pren contacte amb la força de l'estel en les diferents posicions de la finestra de vol i el seu comportament en funció de la velocitat. També s’ensenya el procediment de pujada, baixada i solta de l'estel. Posteriorment, comença la pràctica a l'aigua, per tal d’aprendre a realitzar el bodydrag o desplaçament dins l'aigua sense la taula. Aquesta tècnica permet recuperar la taula a l'aigua. A continuació, es practica el waterstart o sortida amb la taula des de l'aigua.

## Seguretat
Per motius de seguretat, no es pot practicar el surf d’estel amb vent de terra, ja que allunya el kiter de la platja. Tot i això, existeixen llocs específics on, amb vent de terra, es pot navegar, com és el llevant en la platja de Valdevaqueros, a Tarifa.
L'equip bàsic conté diferents elements de seguretat. El tàndem estel-barra és el que més elements conté. En el cas que bufi un vent massa fort amb el qual l'estel es pugui descontrolar i ens pugui arrossegar, la unió a l'arnès, anomenada chickenloop, té una anella de seguretat que permet soltar l'estel del cos, de manera que deixa de fer la força de tracció i cau al terra o a l’aigua. És només en aquest cas quan actua la cinquena línia, opcional, que evita que l'estel s'allunyi i s’extraviï.
Com hem comentat al principi, hi ha unes línies que travessen la barra, les quals donen un cert marge perquè l'esportista pugui apropar o allunyar la barra del cos, en funció de la força que vulgui donar-li a l'estel. Aquesta acció influeix lleugerament en l'estel i el fa més o menys sensible al vent (captant més o menys vent), és també una mesura de seguretat, ja que es pot regular l'estel quan venen ratxes fortes de vent. Els estels de dues línies no tenen aquest sistema, que avui dia és totalment imprescindible, és per aquest motiu que estan en desús.
Finalment, la constitució de l'estel, que varia en funció de la seva marca i el seu model, també pot aportar elements de seguretat. Cada any s'introdueixen nous elements per poder millorar la seguretat, disseny i prestacions d’aquest esport.

## Origen

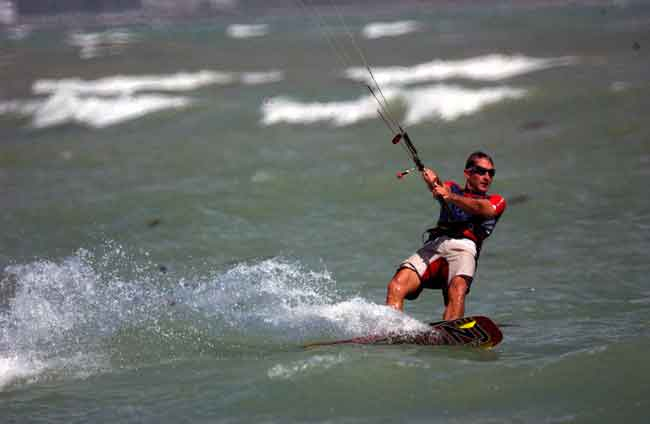
El kitesurfer va unit a l'estel per unes línies fixades a un arnés

Encara que la pràctica d'aquest esport de manera estesa és molt recent, de sap que, des de molt antic, a la Xina Indonèsia, s'usaven estels per a arrossegar petites embarcacions. No obstant això, no va ser fins al 1977 que Gijsbertus Adrianus Panhuise va patentar un sistema de navegació sobre una taula de surf traccionada per una espècie de paracaigudes, cosa que el va convertir en el pare d'aquest esport.
A Indonèsia, aquest esport és una cultura i un art. Els dissenys són amplis i variats. En aquestes zones es troba la indústria del surf d'estel. També és un gran lloc per entrenar i desenvolupar i innovar el material.
La mà d'obra barata i el desenvolupament industrial fa que aquesta zona sigui considerada pionera quant al desenvolupament del surf d'estel. Marques de renom com North Kiteboarding la utilitzen com a seu central.
La catalana Gisela Pulido ha estat, amb tan sols divuit anys, vuit vegades campiona del món de la modalitat d'estil lliure del Kiteboard Pro World Tour femení.

## Tipus de d'estels
Estels inflables: Són els més utilitzats i coneguts. Compten amb una estructura inflable que els confereix consistència i que permet que surin en caure a l'aigua. Trobem 3 tipus de d'estels inflables:
- Estels tipus 'C': Tenen forma semicircular. Van ser dels primers estels inflables que es van popularitzar. Són estels potents amb una capacitat de reducció de potència (depower) limitada, fet que provoca un rang d'utilització reduït respecte a les tipus 'bow'. Són ràpids i lliuren la potència de forma més directa tot i que són més inestables amb vent a ràfegues. Són aconsellables per a experts, riders amb estil de navegació radical i per a navegació amb onades.

- Estels tipus 'bow' o plans: Són estels més accessibles i còmodes. Tenen una capacitat de reducció de potència (depower) total que els atorga una major versatilitat i poden utilitzar amb rangs de vent més amplis i un nivell de seguretat excel·lent. Són més lents que els estels del tipus 'C'. Els estels tipus 'bow' són una mica més complicats de muntar. Són ideals per a iniciar-se al surf d'estel i per navegació amb vents a ratxes.

- Estels tipus híbrids: Intenten unir la potència, velocitat i reactivitat dels estels de tipus 'C' amb la versatilitat i control dels estels tipus 'bow'. Són de muntatge senzill com els estels del tipus 'C'.

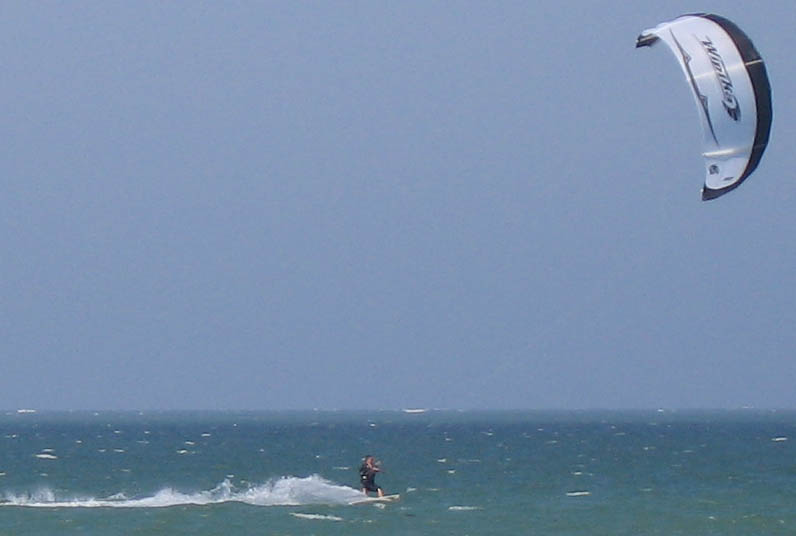
Cometa tipus "C"